# PK (musicien)
Pour les articles homonymes, voir PK.
PK, de son vrai nom Joosep Vau (né le 3 juillet 1989), est un musicien estonien et le fondateur du mouvement Parema Elu Nimel, qui prône le droit à la liberté spirituelle sans préjugés, indépendamment du statut personnel ou des intérêts. En plus d'une carrière de 20 ans en tant que rappeur et chanteur, il est également DJ et fondateur de la série de rave Serious Frog Business. 

## Biographie

### Débuts
PK commence sa carrière musicale en tant que batteur. En 2004, il sort son premier single Tõrje, sur un instrumental de s'Poom, un rappeur solo connu en Estonie à l'époque et devient depuis le leader du groupe de hip-hop old-school 5LOOPS.
Entre 2005 et 2007, PK participe à la MC battle annuelle de rap freestyle, avec plusieurs rencontres avec Põhjamaade Hirm, qui était largement considéré comme le meilleur MC battle d'Estonie dans les années 2000. En 2006, à l'âge de 16 ans, PK a participé à une battle sur invitation organisée par Õllesummer, qui voit s'affronter les 16 meilleurs freestylers du pays. Il termine quatrième.

### Problèmes de santé
Le 27 juin 2007, PK est victime d'une attaque cérébrale à son domicile de Tallinn, qui a failli lui être fatale. Il perd toutes ses fonctions physiques, y compris la capacité de parler, et passe une semaine dans l'unité de soins intensifs, dans un état critique et sous étroite surveillance, avant d'être transféré dans le service des patients généraux. Il passe ensuite deux mois supplémentaires dans un centre de rééducation à Keila, en Estonie, avant d'être autorisé à rentrer chez lui à l'automne 2007. Depuis lors, des journaux et des magazines tels que Õhtuleht, Puutepunkt, et Kodutohter publient des articles sur les événements survenus en 2007, ce qui a pour effet d'accroître sensiblement la sensibilisation aux accidents cérébraux chez les jeunes en Estonie. Le 15 mars 2013, près de six ans après son accident, PK déclare dans une interview accordée à ETV qu'il avait « surmonté l'incident ».

### Succès international
Le 16 février 2022, PK publie sur Instagram une bande-annonce pour son nouveau single vidéo After Eight, révélant qu'il a été réalisé par Kenneth Rüütli, un vidéaste et musicien bien connu en Estonie, qui est également membre du groupe de rap rock Põhja-Tallinn. Rüütli réalise de nombreuses vidéos sur la scène locale pour des artistes tels que Suur Papa, Artjom Savitski, Merlyn Uusküla, Wild Disease et d'autres. La vidéo sort le 22 février 2022, marquant le début du « nouveau chapitre » de PK. Au cours des premières semaines qui suivent sa sortie, il bénéficie d'une couverture médiatique et d'une diffusion à la radio en Estonie, au Brésil, en Espagne, en Italie, au Royaume-Uni et aux États-Unis, ce qui en fait le single international le plus réussi de PK. Plusieurs blogs, sites web et podcasts de musique alternative en dehors de l'Estonie, dont Eat This Rock, le groupe de rock Edgar Allen Poets et Music Mondays, couvrent la sortie de After Eight.
La version acoustique du morceau est publiée le 14 mars 2022, avec Sume Made à la guitare.
Le 15 avril 2022, moins de deux mois après sa dernière vidéo, PK sort White Pants. Une chanson pop-punk aux sonorités nostalgiques produite par le musicien rock canadien Jackson Southorn, également connu sous le nom de Jakkyboi.
En janvier 2023, PK signe avec le label discographique suédois Rexius Records. Le 24 avril, il annonce sur ses réseaux sociaux que le premier single de sa collaboration avec Rexius sortirait le 2 juin, accompagné d'une vidéo. Remedy sort avec une vidéo glitchy que PK qualifie lui-même de « l'une des plus cool que nous ayons faites » dans une interview avec MuusikaPlaneet.

## Style musical et influences
PK est connu pour mélanger de nombreux genres musicaux et ses albums sont divisés en plusieurs parties : 1/3 d'Eurotrance, 1/3 de hip-hop et 1/3 d'indie acoustique. Dans les années 2000, il fait surtout du hip-hop underground et old-school. Au cours des années 2010, il devient l'un des artistes de hip-hop new-school et de trap les plus en vue en Estonie. À l'époque, son style est souvent décrit comme du rap mélodique mélangé à de l'EDM. Alors que le genre est généralement connu pour ses paroles simples, PK trouve sa propre voie en associant des rythmes de club à un style qui contredit une poésie sérieuse et pleine d'angoisse. Plus tard, il commence à ajouter des éléments de rock, de punk rock et d'emo, et sa musique est devenue une fusion de rock alternatif, de post-punk, d'hyperpop, de hip-hop, de rap rock, de pop punk et de musique électronique.

## Discographie

### Albums studio
- 2015 : Labürint
- 2017 : Parema Elu Nimel (Chainz)
- 2018 : Ideed EP (Masterhead Records)
- 2019 : Amfiibinimene (Chainz)
- 2020 : 4AM (Chainz)
- 2020 : Dress Sexy at My Funeral (Chainz)
- 2021 : Wet Dreams and 911 Calls (Chainz)
- 2021 : Brother from Another Struggle (Chainz)
- 2021 : Appear Offline (Chainz)
- 2023 : Between You, Me and Desolation (Rexius Records)
- 2025 : Ideed EP Re-Release (Masterhead Records)

### Mixtapes
- 2000 : Mastermind
- 2008 : 97 Seconds: A King and a Pawn
- 2009 : Sound is God (avec SIGNATURE)
- 2009 : Alternate Universes (avec SIGNATURE)
- 2009 : Can U Hear Me?
- 2009 : All Out
- 2013 : PK7F